# Jaroslava
Jaroslava je žensko osebno ime.

## Izvor imena
Ime Jaroslava je različica moškega osebnega imena Jaroslav. Ime je pogosto zlasti na Češkem in Slovaškem.

## Pogostost imena
Po podatkih Statističnega urada Republike Slovenije je bilo na dan 31. decembra 2007 v Sloveniji število ženskih oseb z imenom Jaroslava: 11.

## Osebni praznik
Osebe z imenom Jaroslava godujejo takrat kot osebe z imenom Jaroslav.